# Петер Крістіансен (веслувальник)
Петер Крістіансен (дан. Peter Christiansen, 4 квітня 1941) — данський академічний веслувальник.
Бронзовий призер Олімпійських Ігор 1968 року в складі розпашної двійки без стернового, учасник 1964, 1972 років.
Чемпіон Європи 1965 року в складі розпашної двійки без стернового, бронзовий призер 1964, 1969 років у складі розпашної двійки без стернового.